# Michelle Hardwick
Pour les articles homonymes, voir Hardwick.
Michelle Hardwick, 26 février 1976 à Wakefield, est une actrice britannique de série télévisée.

## Biographie
Michelle Hardwick se fait connaître pour son rôle de Lizzie dans la série télévisée The Royal. Ensuite, elle tiendra le rôle de Vanessa Woodfield dans le soap opera Emmerdale, une femme qui a une relation amoureuse avec Charity Dingle (Emma Atkins),,,,.
Michelle Hardwick est ouvertement lesbienne,.

## Filmographie
- 1997-1998 : Coronation Street (série télévisée) : Naomi Russell / Sheila Dixon (2 épisodes)
- 1995-2003 : Heartbeat (série télévisée) : Lizzie Kennoway / Lesley Sutton / Sandra (3 épisodes)
- 2004 : The Courtroom (série télévisée) : Stella Durham
- 2003-2011 : The Royal (série télévisée) : Lizzie Hopkirk / Lizzie Kennoway (87 épisodes)
- 2012 : Hollyoaks (série télévisée) : D.I. Parker (2 épisodes)
- 2012-2019 : Emmerdale (série télévisée) : Vanessa Woodfield (787 épisodes)
- 2018-2019 : The Walking Dead (série télévisée) : un soldat du royaume (2 épisodes)